# علاقة القاطع والمقطوع

يمكن استخدام مبدأ علاقات القواطع في تحديد الأعمار النسبية لـ الطبقات الصخرية والتراكيب الجيولوجية الأخرى. التفسيرات: أ - عبارة عن طبقة صخرية مطوية تم قطعها بواسطة صدع الدسر؛ ب - اندساس كبير (قاطع للطبقة أ)؛ ج - سطح لا توافق زاوي متعرض لعامل تعرية (قاطع للطبقتين أ، ب) وترسبت عليه طبقة صخرية؛ د - سد صخري بركاني (قاطع للطبقات أ، ب، ج)؛ هـ - حتى الطبقات الصخرية الأحدث (طبقة فوقية على الطبقة ج، د)؛ و - فالق طبيعي (يقطع الطبقات أ، ب، ج، هـ).

في الجيولوجيا، ينص مبدأ علاقات القواطع، الذي وضعه في الأصل جيمس هوتون في كتابه نظرية الأرض عام (1795) وتناوله شارلز ليل بمزيد من التوضيح والترسيخ في كتابه مبادئ الجيولوجيا عام (1830)، على أنه عندما تقطع وحدة جيولوجية وحدة أخرى، فتعد تلك الوحدة القاطعة أحدث من الوحدة المقطوعة.

## الأنواع
يوجد العديد من الأنواع الرئيسية لعلاقات القواطع:
- العلاقات الهيكلية التي قد تظهر في صورة فوالق أو شقوق تتسبب في قطع صخرة أقدم عمرًا.
- العلاقات الاندساسية تحدث عندما يتوغل بلوتون ناري أو سد صخري في الصخور الموجودة من قبل.
- العلاقات الطبقية التي قد تظهر في صورة سطح تعرية (أو سطح لا توافق) يقوم بقطع طبقات الصخور أو الهياكل الجيولوجية أو غيرها من التضاريس الجيولوجية الأقدم.
- العلاقات الرسوبية، تظهر عندما تتسبب التيارات في تآكل أو تعرية الرواسب الأقدم الموجودة بإحدى المناطق المحلية، الأمر الذي يؤدي، على سبيل المثال، إلى تكوّن قناة مملوءة بالرمال.
- تحدث العلاقات الأحفورية، عندما يتسبب النشاط الحيواني أو نمو النباتات في حدوث عملية الاقتطاع. ويحدث ذلك، على سبيل المثال، عندما تخترق جحور الحيوانات المكامن الرسوبية الموجودة من قبل.
- قد تحدث العلاقات الجيومورفولوجية، عندما يقوم أحد التضاريس السطحية، مثل النهر، بالتدفق خلال فجوة موجودة داخل نتوء من الصخور. وفي مثال مشابه، تحدِث الفوهة الصدمية شقًا في الطبقة تحت السطحية من الصخور.

قد تكون علاقات القواطع أمرًا معقدًا بطبيعته. فعلى سبيل المثال، إذا تم اقتطاع فالق بواسطة سطح لا توافق، فإنه في نفس الوقت يتم اقتطاع هذا السطح بواسطة سد. واستنادًا إلى مبدأ علاقات القواطع المركبة تلك، يمكن ملاحظة أن الفالق أقدم من سطح عدم التوافق والذي بدوره يعد أقدم من السد الصخري. فمن خلال استخدام مثل هذا المنطق، يمكن فهم تسلسل الأحداث الجيولوجية على نحو أفضل.

## المقياس
يمكن دراسة علاقات القواطع من خلال الاعتماد على علم الخرائط والأجهزة التي تقيس الأجسام الضخمة والمجهر. وبعبارة أخرى، يمكن القول إن هذه العلاقات تشتمل على مقاييس مختلفة. فتبدو علاقة القواطع الخرائطية، على سبيل المثال، كما لو كان فالق هائل يخترق المشهد على خريطة كبيرة. أما علاقات القواطع المكبرة فتمثل سمات مثل الجيوب النافذة النارية، على النحو المذكور أعلاه، والذي يتم ملاحظته على أحد النتوءات أو في منطقة جغرافية محدودة. وترمز علاقات القواطع المجهرية إلى تلك العلاقات التي تستلزم دراستها تكبيرها أو من خلال استخدام وسائل الفحص الدقيق الأخرى. فعلى سبيل المثال، يعد اختراق قشرة أحفورية نتيجة حفر يقوم به أحد الكائنات الحفارة مثالًا على مثل هذه العلاقة.

## استخدامات أخرى
يمكن كذلك استخدام علاقات القواطع جنبًا إلى جنب مع التأريخ الإشعاعي لتحديد النطاق العمري للمواد الجيولوجية، التي لا يمكن تأريخها مباشرة بواسطة التقنيات الإشعاعية. فعلى سبيل المثال، إذا كانت طبقة الرواسب التي تحتوي على الحفرية محل الدراسة محاطة من الأعلى ومن الأسفل بأسطح لا توافقية، وأحدث سطح اللاتوافقي السفلي قطعًا في السد الصخري (أ) وأحدث السطح اللاتوافقي قطعًا في السد الصخري (ب) (نتج عنه اختراق للطبقة محل الدراسة)، فيمكن استخدام هذه الوسيلة لتأريخ الحفرية. ويمكن معرفة الحد الأقصى لتاريخ عمر الطبقة محل الدراسة باستخدام نظام تأريخ العمر إشعاعيًا من البلورات الموجودة في السد الصخري (أ)، وبالمثل تدلنا البلورات الموجودة بالسد الصخري (ب) على الحد الأدنى لتاريخ عمر الطبقة. وبالتالي، نكون قد حصلنا على الشريحة العمرية، أو نطاق سنوات العمر المحتملة، للطبقة محل الدراسة.